# Cetin
Cetin, srednjeveški grad-trdnjava na robu Korduna..
Trdnjava Cetin se nahaja 2,5 km južno od Cetingrada, nad naseljem Podcetin. Ne ve se, kdo in kdaj jo je zgradil in po kakšnih kriterijih je izbral lokacijo. Rimski napisi na kamnitih ploščah dokazujejo, da je Cetin obstajal že v rimskem času. Mimo trdnjave je v preteklosti verjetno vodila pomembna pot, ki je povezovala osrednjo Hrvaško s Primorjem. Ogrsko-hrvaški kralj Sigismund Luksemburški je leta 1387 za zasluge pri osvobajanju kraljice Marije iz hrvaškega ujetništva daroval Cetin, skupaj z nekaterimi posestmi, Ivanu V. Krškemu.
Srednji vek je bil čas največjega razcveta Cetina. Pod veličastnim gradom, največjim na širšem območju tedanje osrednje Hrvaške, je bila Cetinska vas, trgovsko in obrtniško naselje, kateremu je načeloval izbrani sodnik, in frančiškanski samostan. V 15. stoletju se je rodbina Frankopanov razdelila in rod, ki je gospodaril na Cetinu, je dobil naziv Frankopani-Cetinski. Ivan (IX.) Frankopan-Cetinski je padel v bitki s Turki na Krbavskem polju (1493), njegov brat Grgur in sin Franjo pa sta postala kološka nadškofa. Z njima je cetinska veja izumrla in Cetin je prišel v roke slunjskih Frankopanov.
V zgodovini Hrvaške je imel Cetin pomembno vlogo. Po porazu proti Turkom v mohaški bitki (1526), v kateri je padel ogrsko-hrvaški kralj Ludvik II., je prišlo do krize v ogrsko-hrvaškem kraljestvu. Koncem leta se je sestal na gradu Cetin del hrvaškega plemstva (cetinski sabor) in 1. januarja 1527 izbral za novega hrvaškega kralja Ferdinanda Habsburškega. Tedaj so na hrvaškem državnem dokumentu prvič uporabili grb s kvadrati. Novi kralj je obljubil, da bo spoštoval in branil vse pravice in svoboščine Kraljevine Hrvaške in njenih državljanov in da jih bo gmotno in vojaško podpiral pri obrambi pred Turki. Odtlej je bila usoda Hrvaške skoraj 400 let tesno povezana s Habsburško monarhijo, cetinska trdnjava pa je postala eden od branikov dežele.
Turki so cetinski grad prvič zavzeli leta 1536 in odtlej je večkrat prehajal iz rok v roke. Pri tem je bila Cetinska vas uničena in tudi grad močno poškodovan. Leta 1670 so ga Turki obnovili in povečali v mogočno trdnjavo. Leta 1790 so po enomesečnih bojih avstrijske čete pod poveljstvom generala Walischa trdnjavo (skupaj s trdnjavo Drežnik) vrnile habsburški monarhiji. Leta 1809 so Turki Cetin ponovno zavzeli, a so ga morali že leta 1810, po grožnji maršala Marmonta, upravitelja Ilirskih provinc, ponovno zapustiti. Oblasti Vojne krajine so iz trdnjave napravile kasarno, leta 1867 pa so jo dale porušiti. Ostanki zidov in kup kamenja so danes edine priče njene burne preteklosti.